# Bao Xishun
Bao Xi Shun (en xinès tradicional: 鮑喜順; en xinès simplificat: 鲍喜顺; en pinyin: Bàoxǐshùn; nascut a la Xina el 1951) és un resident de Mongòlia Interior i des del 15 de gener de 2005 ha estat reconegut pel Guinness World Records com l'home viu més alt del món. Va mesurar 2 metres i 36,1 centímetres a l'hospital de Chifeng. Shun no té cap problema de creixement, al contrari que l'home més alt de la història, Robert Wadlow, i Leonid Stadnik qui va assegurar ser més alt que Shun, tot i que el Guinness no ho va acceptar.
Xi Shun diu que va tenir una alçada normal fins que va complir els setze anys, quan va experimentar un creixement extraordinari per raons desconegudes. Va arribar a l'alçada actual set anys després, als 23. Estava a l'exèrcit abans de retornar a Mongòlia Interior, on treballa actualment de ramader.